# Айбашево
Айба́шево (рос. Айбашево, башк. Айбаш) — присілок у складі Бірського району Башкортостану, Росія. Входить до складу Бірської сільської ради.
Населення — 30 осіб (2010; 43 у 2002).
Національний склад:
- росіяни — 68 %